# Alphonse Daudet
Alphonse Daudet (Nîmes, 13. svibnja 1840. – Pariz, 16. prosinca 1897.), francuski književnik.
Rođen je 1840. godine u Nîmesu, na jugu Francuske. Autor je "Tartarinove trilogije" koja je remek-djelo francuske humoristične proze. Daudet je najsnažniji u slikanju napuštenih i progonjenih ljudi gradske periferije. Od ostalih djela izdvajaju se "Pisma iz mog mlina" te drama "Arležanka". Djetinjstvo je proveo u Provansi gdje je dobio inspiraciju za svoja djela. Umro je godine 1897.